# Марьянка
Марьянка (укр. Мар'янка) — село в Украинском сельском совете Петропавловского района Днепропетровской области Украины.
Код КОАТУУ — 1223886005. Население по переписи 2001 года составляло 197 человек.

## Географическое положение
Село Марьянка находится на правом берегу реки Сухой Бычок, ниже по течению на расстоянии в 4 км расположено село Новохорошевское, на противоположном берегу — село Полтавское (Межевский район). Река в этом месте пересыхает, на ней сделано несколько запруд.

## Известные уроженцы, жители
Малашко, Николай Васильевич (1898, м. Марьянка — после 13 декабря 1930) — военный деятель, инженер-экономист, кооператор.